# Buk na Suchém Kameni
Buk na Suchém Kameni je památný strom u vsi Suchý Kámen, jihozápadně od Nýrska v okrese Klatovy. Přibližně 200 let starý buk lesní (Fagus sylvatica) roste na křižovatce lesních cest. Obvod jeho kmene měří 399 cm a koruna stromu dosahuje do výšky 36 m (měření 2010). Buk je chráněn od roku 1995 pro svůj vzrůst a jako krajinná dominanta.

## Stromy v okolí
- Hraniční buk
- Buk nad fořtovnou
- Buk pod penzionem
- Smrk na Suchém Kameni